# 天主教拉巴斯總教區
天主教拉巴斯總教區（拉丁語：Archidioecesis Pacensis in Bolivia）是羅馬天主教在玻利維亞的一個教省總教區，下轄三個教區。於1605年7月4日成立，1943年6月18日升為總教區。
總教區位於拉巴斯省東南部，2004年時有1,292,872名教友（佔轄區總人口87.7%）、153名司鐸和53個堂區。
現任總主教為佩爾西·老楞佐·加爾萬-弗洛雷斯，輔理主教為奧萊流斯·佩索阿-里韋拉，榮休總主教為愛德門·類斯·弗拉維奧·阿巴斯托弗洛爾-蒙泰羅。